# ヴィクトル・イシャエフ

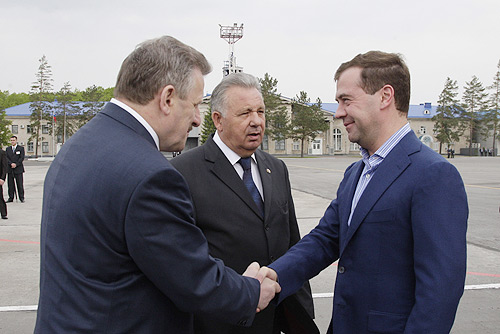
ヴャチェスラフ・シュポルト・ハバロフスク地方知事（左）、ヴィクトル・イシャエフ（中央）、ドミートリー・メドヴェージェフ大統領（右）（2009年撮影）

ヴィクトル・イワノヴィチ・イシャエフ（ロシア語: Ви́ктор Ива́нович Иша́ев、ラテン文字転写の例：Victor Ivanovich Ishaev、1948年4月16日 -  ）は、ロシアの政治家、経済学者。ロシア極東、ハバロフスク地方知事、極東連邦管区大統領全権代表、同大統領全権代表兼極東開発大臣（極東発展大臣）を歴任した。ロシア科学アカデミー通信会員。ケメロヴォ州セルゲーエフカ出身。

## 経歴・人物
1979年ノヴォシビルスク水運技術大学を卒業する。1988年から1990年までハバロフスク精練所アルミニウム建設の責任者を勤める。1991年ハバロフスク地方知事に当選する。2003年ロシア下院選挙に与党統一ロシアから比例区で立候補するが、落選している。
2009年4月30日、極東連邦管区大統領全権代表に就任した。2012年5月21日 、新設された極東開発省の大臣も兼任することになった。
2012年7月3日、オリガ・ゴロジェツ副首相とともにドミートリー・メドヴェージェフ首相に同行し国後島を訪問した。
2013年2月28日から3月1日、東京で行われた「日本・ロシアフォーラム」（毎日新聞社、ロシア新聞開催）にロシア側代表として参加、特別講演を行った。
2013年8月31日、プーチン大統領はイシャエフを極東発展相と極東連邦管区大統領全権代表から解任し、後任の全権代表に元天然資源相ユーリ・トルトネフを任命した。解任の理由については、2013年8月のアムール州洪水被害に対する引責人事との見方の他、極東地域開発におけるイシャエフの運営方法が中央と対立したためとの見解もある。
2019年3月28日、自身が副社長待遇で働いていた国営石油企業のロスチネフに、自身の持つ不動産会社との賃貸契約を不当な価格で結ばせ、ロスネフチ側に約500万ルーブルの損害を与えたとして詐欺などの容疑で逮捕された。